# Operation Oqab
Die Operation Oqab (deutsch Operation Adler) war eine am 18. Juli 2009 gestartete Operation afghanischer und deutscher Sicherheitskräfte in der nordafghanischen Provinz Kundus mit dem Ziel, die Lage in der seit April 2009 stetig instabiler gewordenen Provinz vor der afghanischen Präsidentschaftswahl am 20. August 2009 zu verbessern.

## Ausgangslage und Ziele
Laut Bundesnachrichtendienst ist das Ziel der Taliban und der Islamischen Dschihad-Union, Druck auf das deutsche Kontingent auszuüben, um einen Rückzug zu erzwingen. Infolgedessen ereigneten sich seit April 2009 in Kundus mehrere schwere Gefechte zwischen afghanischen Sicherheitskräften, Einheiten der ISAF und Aufständischen (siehe dazu ISAF-Operationsführung im Raum Kundus (2009–2014)).
Aus Sicht der ISAF und der afghanische Nationalarmee war es notwendig, die Sicherheit in dieser Provinz wiederherzustellen, um einerseits den Fokus wieder auf den Wiederaufbau, dem Ziel der ISAF, zu legen und um andererseits mit Blick auf die Wahl des afghanischen Präsidenten am 20. August 2009 einen gefahrlosen Wahlgang für die lokale Bevölkerung zu ermöglichen.
Des Weiteren wird immer mehr Nachschub für die ISAF-Truppen über die nördlichen Provinzen geschickt. Mit der Vertreibung von Aufständischen würde sich das Ausfallrisiko drastisch senken. So kommandierte die afghanische Armee für die Offensive 800 Soldaten und 100 Polizisten ab, die Bundeswehr stellte die ohnehin teilweise in Kundus stationierte Quick Reaction Force, ausgerüstet mit Schützenpanzern vom Typ Marder, den Transportern Fuchs und Dingo sowie Mörsern, bereit. Die US Air Force leistete mit Predator-Drohnen und Erdkampfflugzeugen vom Typ A-10 Luftnahunterstützung.

## Verlauf
In den frühen Morgenstunden des Sonntags, den 19. Juli, ereigneten sich die ersten Gefechte mit Aufständischen. Dabei kam es auch zum Einsatz der Schützenpanzer und der Mörser. Am gleichen Tag ereignete sich im Verlauf der Operation ein Vorfall, bei dem deutsche Soldaten einen afghanischen Jugendlichen erschossen, als ein Fahrzeug mit hoher Geschwindigkeit auf die Stellungen einer Einheit zusteuerte und dabei alle Warnsignale missachtete. Die Soldaten gingen von einem Anschlagsversuch aus und eröffneten das Feuer auf das Fahrzeug. Die Bundeswehr kündigte an, die Familie des Opfers zu entschädigen.
Am Montag, dem 20. Juli, wurde das Bundeswehr-Feldlager Kundus mit Raketen beschossen, ohne Schaden anzurichten. Bei der Bombardierung von Stellungen der Aufständischen aus der Luft wurden fünf Taliban-Kämpfer getötet.
Am Donnerstag, dem 23. Juli, wurde gemeldet, die Region um die Stadt Kundus wäre jetzt wieder unter Kontrolle der afghanischen Regierung. Allerdings wurde eine deutsche Patrouille am Samstag, dem 25. Juli, beschossen, wobei ein Fahrzeug beschädigt wurde.

## Entwicklung und Reaktionen
In Deutschland führte die Offensive zu einer intensiven Debatte. Der Bundestagsabgeordnete Stinner (FDP) kritisierte die Einsatzempfehlungen auf den Taschenkarten für deutsche Soldaten, da es paradox sei, dass einerseits Mörser und Scharfschützen eingesetzt würden, andererseits ein Warnruf vor Abfeuern des ersten Schusses erforderlich sei. Bundesverteidigungsminister Franz Josef Jung kündigte eine Überarbeitung der Taschenkarten an, um auf die veränderte Lage im Norden Afghanistans zu reagieren.
Der Bundestagsabgeordnete Winfried Nachtwei (Bündnis 90/Die Grünen) warf der afghanischen Zentralregierung vor, sie habe mit dem Abbau der Polizeistellen ganze Landstriche ohne Schutz gelassen und somit die Festsetzung von Aufständischen gefördert. Des Weiteren wurde wiederholt die Weigerung der Regierung, von einem Krieg zu sprechen, kritisiert. Minister Jung erklärte, man solle nicht der Sprache der Taliban folgen und diese von „Terroristen“ zu „Kriegern“ aufwerten.
Die Operation Oqab bedeutete für das deutsche Heer die erste direkte Beteiligung an einer Offensive seit seinem Bestehen.
Am Freitag, den 31. Juli 2009, gelang der Bundeswehr in Zusammenarbeit mit afghanischen Sicherheitskräften in dem Dorf Qarakator die Verhaftung von Qari Abdul Wadoud, dem Kommandeur einer Taliban-Zelle im Distrikt Imam Sahib nördlich von Kundus.
Bereits wenige Tage nach dem Ende der Operation wurde eine Rückkehr in Teile der betroffenen Gebiete gemeldet. So sollen am 1. August 2009 wieder bis zu 300 Talibankämpfer die Gegend im südlichen Chahar Darreh unter ihre Kontrolle gebracht haben.